# Eubule ampliata
Eubule ampliata är en insektsart som först beskrevs av Valdes 1910.  Eubule ampliata ingår i släktet Eubule och familjen bredkantskinnbaggar. Inga underarter finns listade i Catalogue of Life.